# Синдром одомашнення

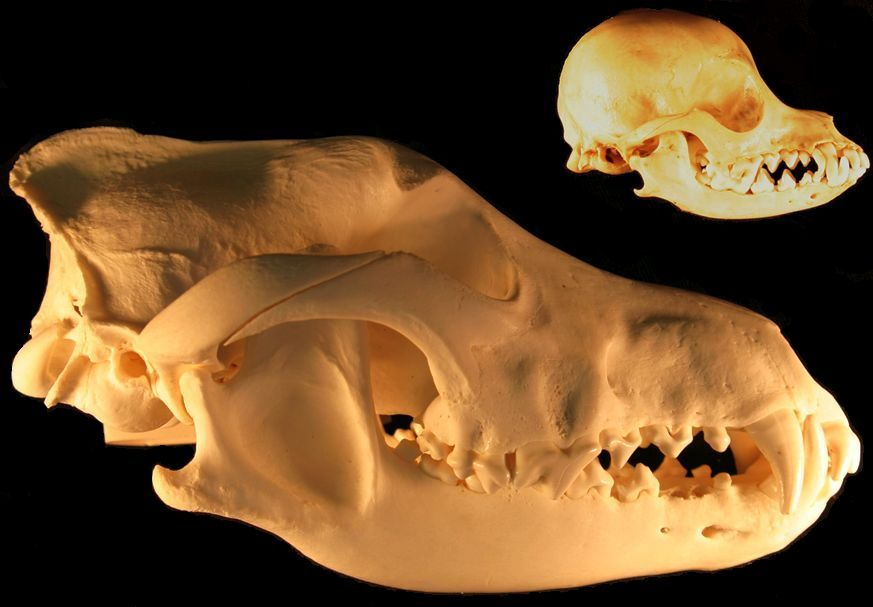
Зменшення розміру розглядається як ознака синдрому одомашнення — череп сірого вовка порівняно з черепом чихуахуа

Синдром одомашнення відноситься до двох наборів фенотипових ознак, які є спільними як для одомашнених тварин, так і для одомашнених рослин. Ці ознаки були визначені Чарльзом Дарвіном у книзі «Змінність одомашнених тварин і рослин».
Домашні тварини, як правило, менші та менш агресивні, ніж їхні дикі побратими, вони також можуть мати гнучкі вуха, варіації кольору шерсті, менший мозок і коротшу морду. Інші ознаки можуть включати зміни в ендокринній системі та подовжений цикл розмноження.
Дослідження показують, що модифіковані клітини нервового гребеня потенційно відповідають за риси, які є загальними для багатьох видів домашніх тварин.
Процес одомашнення рослин спровокував зміни у осипанні плодів, меншу висоту, більший розмір зерен або плодів, легший обмолот, синхронне цвітіння та збільшення врожайності, а також зміни кольору, смаку та текстури.

## Походження
У дослідженні Чарльза Дарвіна «Відмінності тварин і рослин під час одомашнення» в 1868 році було виявлено поведінкові, морфологічні та фізіологічні риси, які притаманні домашнім тваринам, але не їхнім диким предкам. Ці спільні риси стали відомі як синдром одомашнення. Ці риси включають ручність, слухняність, гнучкі вуха, змінені хвости, нові кольори та візерунки шерсті, зменшений розмір мозку, зменшену масу тіла та менші зуби. Інші ознаки включають зміни в черепно-лицьовій морфології, зміни в ендокринній системі та зміни в естральних циклах самок, включаючи здатність до розмноження цілий рік.
Недавня гіпотеза припускає, що поведінка клітин нервового гребеня може бути змінена шляхом одомашнення, що потім призводить до тих рис, які є загальними для багатьох одомашнених видів тварин.

## Причина
Багато подібних ознак — як у тварин, так і у рослин — виробляються ортологами, однак, чи це справедливо для ознак одомашнення чи лише для диких форм, менш ясно. Особливо у випадку сільськогосподарських культур було поставлено сумніви, оскільки було виявлено, що деякі ознаки одомашнення є результатом неспоріднених локусів. У 2018 році дослідження виявило 429 генів, які відрізняються між сучасними собаками та сучасними вовками. Оскільки відмінності в цих генах також можна було знайти в стародавніх скам'янілостях собак, їх вважали результатом початкового одомашнення, а не нещодавнього формування породи. Ці гени пов'язані з розвитком нервового гребеня та центральної нервової системи. Ці гени впливають на ембріогенез і можуть надавати ручність, менші щелепи, гнучкі вуха та знижений черепно-лицевий розвиток, що відрізняє одомашнених собак від вовків і вважається відображенням синдрому одомашнення. Дослідження припускає, що синдром одомашнення викликаний змінами в міграції або активності клітин нервового гребеня під час їх розвитку. Дослідження прийшло до висновку, що під час раннього приручення собак початковий відбір проводився за поведінкою. На цю ознаку впливають ті гени, які діють у нервовому гребені, що призвело до фенотипів, які спостерігаються у сучасних собак.

## У тварин
Череп собаки менший на 15 % порівняно з вовком такої ж ваги, і ці тварини мають різну поведінку: собака менш агресивна та більш грайлива. Аналогічні відмінності простежуються в інших парах видів. Інші тварини, такі як морські свинки та домашні птахи, також мають менші черепи порівняно зі своїми дикими родичами. Це свідчить про одомашнення та здатність до співпраці. Експеримент з лисицями на фермі показав, що відбір проти агресії робить тварин більш соціальними та здатними до спілкування. Це можливо вплинуло на розвиток мозку у людини та інших тварин. Слухняні тварини мають менше тестостерону, який контролює агресію та розмір мозку. Таким чином, соціальність та співпраця можуть вплинути на еволюцію тварин та людини.
У 2017 році дослідник запропонував, щоб люди демонстрували ті ж риси синдрому одомашнення, які можна знайти в інших одомашнених тварин, що підтверджує теорію самоодомашнення людини.

## У рослин
Те ж саме поняття з'являється в процесі одомашнення рослини, який дає врожай, але з власним набором ознак синдрому: незначна або повна відсутність / осипання плодів, нижча висота (отже, зменшене вилягання), більші зерна або розмір плодів, легший обмолот, синхронне цвітіння, зміна часу цвітіння, збільшення ваги зерна, клейкість (липкість, а не вміст білка глютену), збільшення кількості плодів /зерен, зміна кольорових сполук, смак і консистенція, незалежність від тривалості світлового дня, детермінований ріст, менша/відсутність яровизації, менший стан спокою насіння.